# 蔡公时铜像

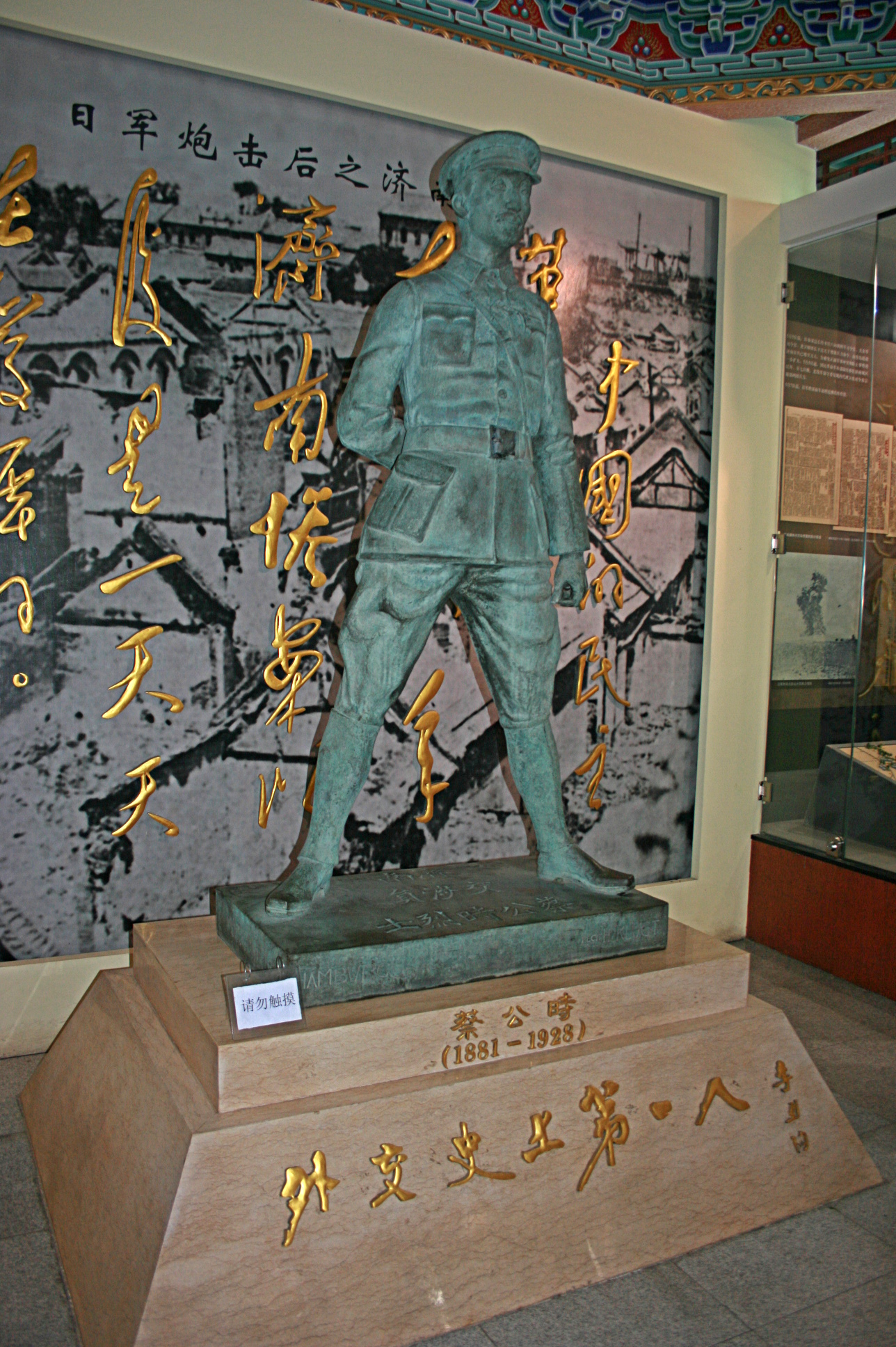
蔡公时铜像

蔡公时铜像是1928年济南惨案发生后，新加坡华人团体“山东惨祸筹赈会”出钱铸造的一尊全身青铜塑像，以纪念在惨案中被日军杀死的外交官蔡公时。蔡公时铜像在1930年运到新加坡，但直到2006年才运回济南，如今安放在济南市趵突泉公园内的济南惨案纪念堂。

## 历史
1928年5月3日，國民革命軍在北伐途中经过山东济南城时，日本方面借口革命軍侵犯城內的日本僑民，而出动军队展開報復，攻占济南城并蓄意屠杀中国军人与民众六千余人。其中，国民党战地政务委员会派遣济南的外交处处长兼国民政府外交部特派山东交涉员蔡公时及署内职员17人被日军虐杀。
消息传至南洋後，新马华人皆声讨日军暴行。5月11日，以陈嘉庚为负责人的新加坡怡和轩俱乐部在《南洋商报》上刊登启事，呼吁召开全侨大会，“讨论救济山东兵灾各种事宜”，得到逾百个华侨社团的响应。5月17日，过千名代表在新加坡中华总商会举行聚会，发起并成立了“山东惨祸筹赈会”，推举陈嘉庚为主席，全力赈灾筹款，以捐助济南受难同胞。同时为纪念蔡公时，在德国聘请了雕塑名家，铸造了蔡公时的全身铜塑像。1930年，铜像制作完成，运抵新加坡，准备运往济南。但当时中国社会局势动荡，运送工作一直未能成行。铜像暂存于陈嘉庚的橡胶厂里。
1941年末，太平洋战争爆发。1942年2月，日军攻陷新加坡。陈嘉庚在日军进占前夕将塑像深埋在橡胶厂地下，以避过日军搜索。1945年日本投降後，第二次世界大战结束，铜像才重见天日。
1950年左右，陈嘉庚的侄子陈共存意欲将蔡公时铜像赠送给中国，但他致函给中国共产党有关单位後，对方回复“没有单位可以接收”。1965年，孙中山南洋纪念馆：晚晴园重新修复，此后蔡公时铜像便摆放在馆内。2001年11月，晚晴园再次重修扩建，蔡公时铜像被摆放在园门正前方，受到很大关注。2002年9月，陈共存接受新加坡《联合早报》记者区如柏采访时首次透露了铜像的来历。消息传至济南后，许多市民要求市政府将铜像运回中国。陈共存表示乐意将铜像移交于济南市，并希望济南能够建立一座蔡公时为主题的纪念馆来安放这尊铜像。
2006年4月10日，新加坡中华总商会将蔡公时铜像移交给济南市人民政府。4月18日，铜像运抵济南。5月2日起，铜像安放在趵突泉公园内的济南惨案纪念堂中央。

## 全貌
蔡公时铜像以青铜铸成，高2.15米，宽1.1米，重250公斤，为蔡公时的全身像，表现蔡公时身着国民革命军军装，头戴军帽，双腿叉立，右臂弯曲置于背后，左手紧握垂放于身旁，双目直视前方。